# 佐洛圣鲍拉日
佐洛圣鲍拉日（匈牙利語：Zalaszentbalázs）是匈牙利佐洛州所辖的一个村，总面积20.99平方公里，总人口818，人口密度39.0人/平方公里（2010年1月1日）。